# Fóta
Fóta är en ort i Cypern.   Den ligger i distriktet Eparchía Kerýneias, i den nordöstra delen av landet, 16 km nordväst om huvudstaden Nicosia. Fóta ligger 252 meter över havet och antalet invånare är 525. Den ligger på ön Cypern.
Terrängen runt Fóta är platt åt sydväst, men åt nordost är den kuperad. Terrängen runt Fóta sluttar söderut.Trakten runt Fóta är ganska glesbefolkad, med 25 invånare per kvadratkilometer. Närmaste större samhälle är Nicosia, 16,2 km sydost om Fóta. Trakten runt Fóta är i huvudsak ett öppet busklandskap.